# Gare de Joncels
Gare de Joncels vasútállomás Franciaországban, Joncels településen.

## Vasútvonalak
Az állomást az alábbi vasútvonalak érintik:
- Béziers-Neussargues-vasútvonal

## Kapcsolódó állomások
A vasútállomáshoz az alábbi állomások vannak a legközelebb: